# Ивово
И́вово — село Липецкого района Липецкой области. Центр Ивовского сельсовета. 
В селе берёт исток пересыхающая степная речка (балка Чилищев лог) со множеством прудов на ней. Восточнее села располагается балка Крутой лог (народное название - Большой пруд).
Прежде называлось по-другому — И́вовое. Поэтому этимологию можно вести от слова ива — на этом месте ей были засажены поля вдоль речки.  На Специальной карте Европейской России И. А. Стрельбицкого, составленной в 1865—1871 годах село имеет название Ивва.
На юге Ивово находится кладбище. В 4 км юго-западнее находится станция Патриаршая.
В селе родился Герой Советского Союза Николай Муравлёв. После Великой Отечественной войны он служил в Германии. В 1956 г., в период событий в Венгрии, был направлен в Будапешт. Там капитан Муравлев и погиб. Посмертно Указом Президиума Верховного Совета СССР от 18 декабря 1956 года Н.В. Муравлеву было присвоено геройское звание. Его имя носила Ивовская школа.
Председателями Ивовского сельсовета были: Чернецов Михаил Устинович, Бурцева Лидия Васильевна, Болошев Иван Иванович, Орлов Анатолий Иванович, Овсянников Виктор Владимирович, Белозерцев Анатолий Васильевич, Филиппов Егор Михайлович.

## История

### В период Российской Империи
Селение возникло в середине XVII века.  
В 1680 году уже было селом с церковью. В документах 1720 г. упоминается как село с деревянной церковью. На месте её в 1866 г. построена каменная церковь святого великомученика Димитрия Солунского.  
В 1796 году в селе проживало 14 однодворцев, а также помещичьи люди с крестьянами:  
- действительнаго камергера и кавалера Александра Бибикова - 18;  
- сержанта Василья Бибикова - 18;  
- полковницы Пелагеи Шукуровой - 75;  
- надворнаго советника Федота Глаткова - 15;  
- надворной советницы Елисаветы Селищевой - 64;  
- полковника Семена Волкова - 2;  
- прапорщика Алексея Миткова - 20.  
В 1835 году в селе имели поместья:  
- губернская секретарша Александра Льва дочь Бачманова (урожденная княжна Волконская), крестьян - 13 душ (Субботины);  
- полковник и кавалер Василий Александрович Бибиков, крестьян - 79 душ;  
- поручик князь Андрей Волконский, дворовых - 6 душ, крестьян - 461 душ (Булыгины, Вороновы, Головины, Зверковы, Зубовы, Карягины, Кобзевы, Коршуновы, Музальковы, Неструевы, Ноздрины, Пановы, Поповы, Поршневы, Ребровы, Ситниковы, Смеловы, Суботины, Талызины, Уласовы, Фурсовы);
- Дмитрий Львович Волконский, крестьян - 29 душ (Ситниковы, Суботины);  
- князь Сергей Волконский, крестьян - 56 душ (Суботины, Фирсовы);
В 1850 году в селе имели поместья:  
- генерал-майор Василий Александров сын Бибиков, крестьян - 171 душ;
- помещица генерал-майорша Варвара Михайлова дочь Бибикова, дворовых - 5 душ, крестьян - 31 душ (Клипковы) ;  
- помещица Александра Иванова Бочманова, крестьян - 11 душ (Суботины);  
- князь Дмитрий Львович Волконский, крестьян - 37 душ (Ситниковы, Суботины);  
- малолетние князья Лев и Михаил Сергеевы дети Волконские, крестьян - 81 душ (Ситниковы, Субботины, Фурсовы);  
- поручик князь Андрей Львович Волконский, крестьян - 31 душа (Ситниковы, Суботины, Фурсовы);  
- отставной поручик барон Николай Карлов сын Нольде, дворовых - 19 душ, крестьян - 270 душ (Боковы, Гуляевы, Куликовы, Мазюхины, Муравлевы, Мурзины, Симаковы, Чайниковы).  
| №    | Название       | Тип             | Положение                                       | Уезд/Стан          | Местность                                                                       | От уезд. города | От станов. кварт. | Дворов | Мужчин | Женщин | Церкви и молитвенные здания; учебные и благотворительные заведения; почтовые станции; ярмарки, базары, пристани; фабрики и заводы и т.п. |
| ---- | -------------- | --------------- | ----------------------------------------------- | ------------------ | ------------------------------------------------------------------------------- | --------------- | ----------------- | ------ | ------ | ------ | --- |
| 1310 | Ивово (Ивовое) | село каз. и вл. | при овраге Крутом и прудах Шакуровом и Челищеве | Задонский уезд / 1 | По левую сторону транспортного тракта из г. Задонска на г. Лебедянь (Тамб.губ.) | 35              | 10                | 77     | 418    | 425    | Церковь православная |

В 1880 г. становится центром Ивовской волости (Задонский уезд Воронежской губернии. С 1932 г. — Липецкий уезд Тамбовской губернии). Потом (до упразднения волостей) входило в Нижнестудецкую волость Липецкого уезда Тамбовской губернии. С образованием районов находилось в составе Студецкого (Водопьяновского, Донского) района. 
В 1895 году в с. Александровка Ивовского сельсовета Липецкого уезда родился И.А. Погорелов – первый председатель Ивовского сельсовета. В январе 1917 г. вступил в ряды РСДРП(б). Принимал активное участие в первой мировой войне, участвовал в установлении советской власти в Задонском уезде. С июня 1918 г. – командир уездного продовольственного отряда, который собирал продукты питания с сельчан, особенно с кулаков и зажиточных крестьян. Многие такой политикой были недовольны, и 26 октября 1919 г. Иван Погорелов был зверски убит. Искалеченного до неузнаваемости, его бросили в колодец, который находился в логу ниже сельсовета. В память о геройски погибшем от рук врага Погорелове Иване Алексеевиче в Ивово на здании правления колхоза была открыта мемориальная доска, которая до наших дней не сохранилась.  
В 1911-1915 годах существовало Ивовское сельскохозяйственное общество с председателем Н.Г. Яблочкиным.  

### В периодСССР
В конце 1929 года началась коллективизация. Все сёла объединились в один колхоз-гигант им. Сталина. Первым председателем был Фурсов Филипп Фёдорович, 1899 года рождения, уроженец села Ивово. Колхоз просуществовал до 1931 года, а затем колхозы стали создавать по сёлам.   
В 1941-1945  годы – с полей сражений Великой Отечественной войны не вернулись 82 человека, 15 умерли от ран, 93 пропали без вести.  
В 1950 г. в Ивово образовался колхоз «Знамя Ленина».  
В 1955 г. в Ивовский сельсовет входили 12 населённых пунктов – с. Ивово, д. Попова ляда, Рогачевка, Александрово-Жуково, Слободка, Куйманы, Спасское-Чириково, пос. Розы Люксембург, пос. имени Ленина, Гнилуша, Марьино.  
В 1963 г. председателем колхоза «Знамя Ленина» назначен Николай Семёнович Деулин.  
В 1965 г. в Ивово установлен памятник землякам, погибшим в годы Великой Отечественной войны.  
В 1968 г. в селе Ивово открыта библиотека. Первым библиотекарем была Л.В. Бурцева.  
В 1970 г. построен детский сад в с. Ивово, велось строительство жилья по ул. Колхозная и Советская. Возведён большой овцекомплекс на 10 тысяч голов овец, построена мастерская и заасфальтирована дорога между сёлами Пружинки и Ивово.  
В 1975 г. в с. Ивово построено здание школы.  
В 1976-1987 годы председателем Ивовского сельсовета был А.И. Орлов. 
В 1984-1992 годы колхозом «Знамя Ленина» руководил Белозерцев Анатолий Васильевич. Построена дорога Ивово-Рогачёвка, новая улица, началось строительство дороги Ивово-Патриаршая, село Ивово газифицировано.

### Послераспада СССР
В 1992 г. колхоз «Знамя Ленина» возглавил Станислав Мухтарович Батыров. В колхозе «Знамя Ленина» одними из первых в районе стали выращивать рапс, кукурузу на зерно, подсолнечник. Труд этого коллектива высоко оценён. В период уборки урожая такие работники как Д.А. Шеменев, О.Б. Хромов, О.И. Шалавин, Н.А. Муравлев неоднократно становились победителями областных конкурсов. Из 35 работников у семерых – Почётные грамоты Министерства сельского хозяйства, а С.М. Батыров был награждён медалью ордена «За заслуги перед Отечеством» 3-й степени.
До 1997 г. главой администрации был Овсянников Виктор Владимирович.
В 1997-2003 годы Белозерцев А.В. занимал должность председателя Ивовского сельсовета.
В 2002 г. колхоз «Знамя Ленина» реорганизован в ассоциацию крестьянских хозяйств «Ивово», позднее – в сельскохозяйственный кооператив.
В 2008 г. в храме во имя святого великомученика Димирия Солунского начались реставрационные работы. Сельскохозяйственный кооператив «Ивово» реорганизован в ЗАО «Ивово».
В 2015 г. закрыта школа в селе Ивово.
В 2019 г. ЗАО «Ивово» реализовало инвестиционный проект по строительству комплекса по приёмке, очистке и сушке зерна, который позволит хранить до 10 тыс. тонн зерна. ЗАО «Ивово» является производителем зерна. Основные направления деятельности компании - оптовая торговля зерном, мукой, крупами, оптово-розничная торговля зерновыми.
В 2020 г. решением Совета депутатов сельского поселения Ивовский сельсовет Клевцов Василий Алексеевич избран главой сельского поселения Ивовский сельсовет.
В 2020 г. в селе Ивово сделали пешеходные дорожки.
В 2022 г. на 82 году жизни ушёл из жизни Белозерцев Анатолий Васильевич, глава сельского поселения Ивовский сельсовет. В селе Ивово ведутся работы по расчистке ложа пруда «Почтовый» площадью 1,8 гектара и максимальной глубиной 1,8 метра.

## Храм[10]
Выписка из книги: «Указатель храмовых праздников в Воронежской епархии» (Вып. II, г. Воронеж, 1884 г.):
«Церковь святого великомученика Димитрия Солунского в селе Ивовом, Задонского уезда, каменная с колокольней, построена в 1866 году на место прежде бывшей деревянной, существовавшей ещё в 1720 году, и под 1760 годом при Димитриевской церкви села Ивового упоминается «поп Савва».
Согласно архивным данным, как рассказывает прихожанка А.Е. Золотарева, ставшая инициатором восстановления сельской святыни, строился храм на средства местной боярыни и крестьян, которые облагались оброком. Храм был белокаменным, с огромным куполом и колоколом, обнесен каменным забором из красного кирпича.
Старожилы вспоминают, что полы в храме были деревянные и такой чистоты, что пасхальные куличи для освящения ставили прямо на пол.
В конце 19 века храму покровительствовали три сестры — духовные чада святого Иллариона Троекуровского. Одна из сестер похоронена здесь же, у храма.
В середине 30-х годов 20-го века, в годы атеизма, церковные двери были закрыты для верующих. Колокол был сброшен на землю местным жителем.
Пока шли восстановительные работы, рядом с храмом распахнул свои двери молитвенный дом.
Оборудовали алтарь, принесли иконы, в том числе с мощами Димитрия Солунского. Проходят богослужения.

## Памятник жителям села, погибшим во время Великой Отечественной войны
Обелиск, торжественно открытый к 20-летию празднования Дня Победы, был сооружён на общественных началах в 1965 году. Помог председатель колхоза «Знамя Ленина» Деулин Н.С., выделивший денежные средства и строительные материалы.
В этом важном деле, объединившем всех односельчан, принимали активное участие колхозники и жители Ивовского сельсовета. Стела возвышается на постаменте в форме параллелепипеда, к нему ведут три ступени. На передней и задней гранях трехметрового обелиска изображены два ордена Отечественной войны, венчает его металлическая пятиконечная звезда. На боковых и задней гранях постамента в небольших прямоугольных нишах установлены пластины, на которых можно прочесть фамилии 247 земляков, павших в годы войны.

## Библиотека
В 1968 году в селе Ивово была открыта библиотека. Первым библиотекарем была Л.В. Бурцева. Развивалось село, развивалась и библиотека. Она активно принимала участие в жизни села, была первой во всех мероприятиях, и по сей день библиотека является культурным центром села..

## Транспортная доступность
Село имеет постоянную связь с административно-промышленным центром района г. Липецк и населёнными пунктами сельского поселения. Расстояние от села Ивово до населенных пунктов в среднем 5-8 км, а до районного центра 48 км.

## Население
| 1859 | 1880  | 1900   | 1926   | 1932   | 2001  | 2010  | 2012  | 2015  |
| ---- | ----- | ------ | ------ | ------ | ----- | ----- | ----- | ----- |
| 843  | ↗ 978 | ↗ 1108 | ↗ 1350 | ↘ 1049 | ↘ 449 | ↘ 376 | ↗ 436 | ↗ 491 |

## Выдающиеся земляки
Погорелов Иван Алексеевич – участник установления Советской власти в Задонском уезде
Муравлев Николай Васильевич – герой Советского Союза